# Ada Korkhin
Ada Claudia Korkhin (Brookline, 24 de noviembre de 2004) es una tiradora olímpica con pistola estadounidense. Representó a los Estados Unidos en los Juegos Olímpicos de París 2024 en pistola deportiva de 25 m femenina, a los 19 años de edad.

## Primeros años de vida
Korkhin nació en Brookline, Massachusetts, y es judía. Sus padres son Yakov Korkhin, israelí y exmiembro de los ejércitos soviético e israelí, y May Han. En 2016, celebró su bat mitzvá en el Templo Sinai en Brookline.
Korkhin se graduó de la Escuela Edward Devotion (ahora Escuela Florida Ruffin Ridley) en 2019. Asistió a Brookline High School y se graduó en 2023. Actualmente asiste a la Universidad Estatal de Ohio ('27) con una beca deportiva, donde estudia bioquímica.

## Carrera de tiro con pistola

### Primeros años
Comenzó a disparar con pistola a los 9 años de edad, introducida al uso de pistolas de aire comprimido por su padre a través del Equipo de Pistola Júnior de la Asociación de Rifles de Massachusetts, su antiguo club en Woburn (Massachusetts), y el club de tiro activo más antiguo de los Estados Unidos. Korkhin comenzó a disparar con pistola deportiva a los 12 años.
Korkhin practicaba con una pistola de aire comprimido en el apartamento de su familia, disparando desde la cocina hasta la sala de estar y el comedor en un campo de prácticas improvisado. Compitió en su primera competición internacional en Alemania, poco después de graduarse de la escuela secundaria. Ella sólo ha tenido una pistola.
La Copa del Mundo Juvenil de la Federación Internacional de Tiro Deportivo (ISSF) de 2019 fue su primera competición internacional. En el Campeonato Mundial Juvenil de la ISSF de 2021 en Lima, Perú, Korkhin ganó una medalla de plata en el equipo de pistola de 25 m femenino.
En 2022, ganó la medalla de oro en pistola de aire comprimido en los Campeonatos Olímpicos Nacionales Juveniles de Tiro de los Estados Unidos.

### 2023-presente
En 2023, Korkhin obtuvo una medalla de bronce individual en pistola de 25 m femenina en la Copa del Mundo Juvenil ISSF. En julio de 2023, en el Campeonato Mundial Juvenil de la ISSF de 2023 en Changwon, Corea del Sur, ganó una medalla de bronce individual en pistola de 25 m.
Korkhin ganó una medalla de oro en los Juegos del Campeonato de las Américas (CAT) de 2024 en Buenos Aires, Argentina, en la prueba de pistola deportiva de 25 m por equipos femenino, junto con sus compañeras de equipo Katelyn Abeln y Lisa Emmert-Traciak. También ganó el campeonato nacional de Estados Unidos de 2024 en pistola de aire comprimido femenina. En marzo de 2024, ocupó el puesto número 3 en los Estados Unidos en pistola deportiva de 25 m y ganó la pistola de aire individual en el Campeonato Intercolegial de Pistola.
Ahora dispara para el equipo de pistola Ohio State Buckeyes. Su entrenadora en el equipo es la ex cuatro veces olímpica Libby Callahan. Korkhin practica tiro cinco veces por semana.

### Juegos Olímpicos de París 2024
Korkhin representó a los Estados Unidos en los Juegos Olímpicos de París 2024 en pistola deportiva de 25 m femenina a los 19 años, el 2 de agosto de 2024. Después de París, comenzará su segundo año de universidad en la Universidad Estatal de Ohio.